# کن براندون
کن براندون (انگلیسی: Ken Brandon; ۸ فوریهٔ ۱۹۳۴ – مه ۱۹۹۴ (۶۰ ساله)) بازیکن فوتبال اهل بریتانیا بود.
از باشگاه‌هایی که در آن بازی کرده‌است می‌توان به باشگاه فوتبال سوئیندون تاون، باشگاه فوتبال دارلینگتون، و باشگاه فوتبال لستر سیتی اشاره کرد.